# Macujama Josijuki
Macujama Josijuki (Kiotó, 1966. július 31. –) japán válogatott labdarúgó.
A japán válogatott tagjaként részt vett az 1988-as Ázsia-kupán.

## Statisztika
| Japán válogatott | Japán válogatott | Japán válogatott |
| Időszak          | Mérk.            | gól              |
| ---------------- | ---------------- | ---------------- |
| 1987             | 9                | 4                |
| 1988             | 0                | 0                |
| 1989             | 1                | 0                |
| Összesen         | 10               | 4                |